# Минденский собор
Минденский собор (нем. Mindener Dom) — главная католическая церковь Миндена (Восточная Вестфалия, Северный Рейн-Вестфалия, Германия). Освящена в честь святого мученика Горгония Римского (+ 305 год) и апостола Петра.

## Общая характеристика
Минденский собор был кафедральной церковью Минденской епархии, основанной около 800 года Карлом Великим в Миндене. Католическая епархия подошла к концу своего существования в середине XVI века  в условиях  преобладающего влияния на данной территории идей Реформации. По Вестфальскому договору 1648 года епархия была де-факто упразднена, равно как и епископство Миндена. После упразднения епархии собору был присвоен статус римско-католической приходской церкви, которая получила в 1859 году статус протестантской благочинной церкви ( административно-духовный центр деканата). Сегодня собор принадлежит архиепархии Падерборна.
На протяжении веков собор рос в архитектурном отношении от простой церковной залы каролингско-романской базилике с монументальным западным порталом до сегодняшней готического собора с романским специфическим «саксонским» Вестверком. Яркий, высокий центральный готический неф и большие ажурные окна собора определяли стиль для ряда более поздних церковных сооружений. В течение почти 600 лет Минденский собор оставался практически неизменным, пока он не был почти полностью разрушен во время Второй мировой войны в результате бомбардировки Старого города 28 марта 1945 года. В 1950-х годах он был перестроен под руководством проректора (домпробста) Йозефа Паренсена и архитектора Вернера Марха.
К числу наиболее ценных художественных ценностей собора относятся романский Минденский крест XI века (оригинал в церковной сокровищнице) и копия Золотого запрестольного складня, (оригинал в Берлинском музее Боде). В 1168 году в Минденском соборе епископ Вернер фон Бюкебург венчал герцога Саксонии и Баварии Генриха Льва и Матильду Английскую.

## Соборная сокровищница
За более чем тысячелетнюю церковную истории Минденский собор накопил бесценные изделия церковного искусства. В настоящее время с ними можно познакомиться в соборной сокровищнице, расположенной на площади перед собором и называемой «Дом у собора».
Важным экспонатом является серебряный крест-мощевик 1300-х годов, выставленный рядом с Минденским крестом XI-го века. Бесценными предметами считаются мощевик апостола Петра, мощевик в форме правой руки мученика Горгония, а также мощевик святой Маргариты. В сокровищнице Минденского собора хранятся и другие важные свидетельства христианской истории, например часть мощей мученица Софии Минденской, которую часто идентифицируют с мученицей Софией Римской.